# Aeschynomene patula
Aeschynomene patula är en ärtväxtart som beskrevs av Jean Louis Marie Poiret. Aeschynomene patula ingår i släktet Aeschynomene och familjen ärtväxter. Inga underarter finns listade i Catalogue of Life.